# بخش تون
بخش تون یکی از بخشهای کانتون برن  در کشور سوئیس است.